# Yes, I'm a Witch Too
Yes, I'm a Witch Too –en español: «Sí, Yo soy Una Bruja»–  es un álbum de remixes de Yoko Ono publicado el 19 de febrero de 2016 a través de Manimal Vinyl Records, continuando con la secuela del álbum Yes, I'm a Witch lanzado en 2007. El álbum cuenta con remezclas y colaboraciones de Death Cab for Cutie, Moby, Portugal. The Man, Sparks, Peter Bjorn and John, Miike Snow, Sean Lennon, Cibo Matto y más. La portada del álbum fue tomada por Karl Lagerfeld mostrando una imagen de Ono.
Las reediciones de "Forgive Me My Love" (por Death Cab for Cutie) y  "Soul Got Out of the Box" (por Portugal. The Man) se lanzaron como sencillos promocionales en 2015.

## Lista de canciones
Todas las canciones escritas por Yoko Ono.
1. Danny Tenaglia – "Walking on Thin Ice"
2. Death Cab For Cutie – "Forgive Me My Love"
3. Peter Bjorn and John – "Mrs. Lennon"
4. Sparks – "Give Me Something"
5. Penguin Prison – "She Gets Down on Her Knees"
6. Sean Lennon – "Dogtown"
7. Dave Audé – "Wouldnit"
8. Jack Douglas – "Move On Fast"
9. Portugal. The Man – "Soul Got Out of the Box"
10. Blow-Up – "Approximately Infinite Universe"
11. Cibo Matto – "Yes, I'm Your Angel"
12. Tune-Yards – "Warrior Woman"
13. Automatique – "Coffin Car"
14. John Palumbo – "I Have a Woman Inside My Soul"
15. Miike Snow – "Catman"
16. Ebony Bones! – "No Bed for Beatle John"
17. Moby – "Hell in Paradise"

- Datos: Q22674256